# Smoke + Mirrors Live
«Smoke + Mirrors Live» es el tercer álbum en vivo de la banda estadounidense de rock alternativo Imagine Dragons. Filmado el 3 de junio de 2015 durante el show llevado a cabo en el Air Canada Centre, Toronto, durante el «Smoke + Mirrors Tour», fue lanzado primeramente como una película de concierto el 2 de marzo de 2016 en todo el mundo por una sola noche. El concierto sería editado y publicado más tarde en Blu-ray y CD + DVD el 3 de junio de 2016, por medio de Imagine Dragons Productions, Inc., Eagle Vision y Universal Music Group. La versión digital del álbum fue publicada años más tarde, el 12 de julio de 2023.

## Antecedentes
Tras una gira mundial que duró poco más de dos años, Imagine Dragons volvió a su estudio personal en Las Vegas, Nevada para terminar de producir su segundo álbum de estudio, «Smoke + Mirrors», cuya recepción fue mayormente aceptable entre los críticos, y positiva en los fans. Para promocionar su lanzamiento, la agrupación anunció su segunda gira mundial, titulada «Smoke + Mirrors Tour», la cuál inició el 12 de abril de 2015 en Santiago, Chile.
Sin embargo, la etapa norteamericana del tour fue anunciada durante el segundo trimestre del año, con un total de 41 fechas confirmadas, en las que Canadá albergó 6, siendo el show de Toronto el lugar dónde sería grabado el álbum.

## Grabación
«Smoke + Mirrors Live» fue grabado durante la presentación de la banda en el pabellón Air Canada Centre, situado en Toronto, Ontario, el 4 de julio de 2015, en una fecha del tour por Norteamérica. El lugar había sido abarrotado por 15 mil fanáticos que presenciaron el show, presentado por solo una noche.
A diferencia de su predecesor, el álbum en vivo «Night Visions Live», el listado de canciones que presenta «Smoke + Mirrors Live» refleja el mismo setlist que fue interpretado por la agrupación en la mayoría de conciertos que conformaron el «Smoke + Mirrors Tour». Sin embargo, las canciones «Trouble», «Thief», «Amsterdam», «Hopeless Opus» y «Release» no forman parte oficial del CD Audio del show.
Por otra parte, el DVD del álbum muestra la presentación completa, y dentro del material adicional incluye diferentes muestras de ángulos para las canciones «Roots» y «I Was Me», pese a no estar presentes en el listado de canciones del show, sí llegaron a ser interpretadas durante el Tour. Asimismo, fueron agregadas versiones alternativas de «Gold» y «Hopeless Opus». No obstante, «Smoke + Mirrors Live» no incluyó el documental de la creación de «Smoke + Mirrors», cuyo predecesor sí lo agregó al lanzamiento oficial.
El concierto marcó el debut en vivo de la canción «Thief» en forma acústica, y que fue agregada al repertorio de canciones del tour a partir de esta presentación en adelante. Asimismo, «Amsterdam» incluyó un fragmento de la canción «Tiptoe» a modo de medley, aunque el título de la canción no aparece en el setlist oficial del show.
La versión digital del álbum, lanzada años más tarde el 12 de julio de 2023, incluye todo el listado de canciones presentes en la versión de DVD, y fue publicado originalmente en Norteamérica, teniendo una distribución mundial en los días posteriores.

## Lista de canciones
| Smoke + Mirrors Live (CD) |                                                   |          |  |
| N.º                       | Título                                            | Duración |  |
| 1.                        | «Intro» (Live)                                    | 2:07     |  |
| 2.                        | «Shots» (Live)                                    | 4:40     |  |
| 3.                        | «It's Time» (Live)                                | 5:54     |  |
| 4.                        | «Forever Young / Smoke And Mirrors» (Live)        | 8:23     |  |
| 5.                        | «Polaroid» (Live)                                 | 5:06     |  |
| 6.                        | «I'm So Sorry» (Live)                             | 5:08     |  |
| 7.                        | «Gold» (Live)                                     | 4:36     |  |
| 8.                        | «Demons» (feat. Bleeding Out and Warriors) (Live) | 4:54     |  |
| 9.                        | «On Top Of The World» (Live)                      | 4:52     |  |
| 10.                       | «Friction» (Live)                                 | 4:26     |  |
| 11.                       | «I Bet My Life» (Live)                            | 3:40     |  |
| 12.                       | «Radioactive» (Live)                              | 7:41     |  |
| 13.                       | «The Fall» (Live)                                 | 5:46     |  |
| 1:07:13                   |                                                   |          |  |

| Smoke + Mirrors Live (DVD) |                                                   |          |  |
| N.º                        | Título                                            | Duración |  |
| 1.                         | «Intro» (Live)                                    |          |  |
| 2.                         | «Shots» (Live)                                    |          |  |
| 3.                         | «Trouble» (Live)                                  |          |  |
| 4.                         | «It's Time» (Live)                                |          |  |
| 5.                         | «Forever Young / Smoke And Mirrors» (Live)        |          |  |
| 6.                         | «Polaroid» (Live)                                 |          |  |
| 7.                         | «I'm So Sorry» (Live)                             |          |  |
| 8.                         | «Thief» (Live)                                    |          |  |
| 9.                         | «Gold» (Live)                                     |          |  |
| 10.                        | «Demons» (feat. Bleeding Out and Warriors) (Live) |          |  |
| 11.                        | «Amsterdam» (Live)                                |          |  |
| 12.                        | «Hopeless Opus» (Live)                            |          |  |
| 13.                        | «On Top Of The World» (Live)                      |          |  |
| 14.                        | «Friction» (Live)                                 |          |  |
| 15.                        | «Release» (Live)                                  |          |  |
| 16.                        | «I Bet My Life» (Live)                            |          |  |
| 17.                        | «Radioactive» (Live)                              |          |  |
| 18.                        | «The Fall» (Live)                                 |          |  |

| Smoke + Mirrors Live (Live At The Air Canada Centre) – Descarga digital |                                            |          |  |
| N.º                                                                     | Título                                     | Duración |  |
| 1.                                                                      | «Intro» (Live)                             | 2:05     |  |
| 2.                                                                      | «Shots» (Live)                             | 4:48     |  |
| 3.                                                                      | «Trouble» (Live)                           | 4:53     |  |
| 4.                                                                      | «It's Time» (Live)                         | 5:44     |  |
| 5.                                                                      | «Forever Young / Smoke And Mirrors» (Live) | 8:23     |  |
| 6.                                                                      | «Polaroid» (Live)                          | 5:05     |  |
| 7.                                                                      | «I'm So Sorry» (Live)                      | 5:08     |  |
| 8.                                                                      | «Thief» (Live)                             | 4:01     |  |
| 9.                                                                      | «Gold» (Live)                              | 4:35     |  |
| 10.                                                                     | «Demons / Bleeding Out / Warriors» (Live)  | 4:59     |  |
| 11.                                                                     | «Amsterdam» (Live)                         | 3:50     |  |
| 12.                                                                     | «Hopeless Opus» (Live)                     | 5:44     |  |
| 13.                                                                     | «On Top Of The World» (Live)               | 4:51     |  |
| 14.                                                                     | «Friction» (Live)                          | 4:25     |  |
| 15.                                                                     | «Release» (Live)                           | 3:08     |  |
| 16.                                                                     | «I Bet My Life» (Live)                     | 3:40     |  |
| 17.                                                                     | «Radioactive» (Live)                       | 7:41     |  |
| 18.                                                                     | «The Fall» (Live)                          | 5:43     |  |
| 1:28:54                                                                 |                                            |          |  |

## Créditos
Adaptados del booklet de «Smoke + Mirrors Live».
Smoke + Mirrors Live
- Dirigido por Dick Carruthers.
- Producido por Jeremy Azis.
- Productor Ejecutivo: Alex Da Kid para KIDinaKORNER.
- Filmado en Air Canada Centre, Toronto, Canadá.
- Audio Mezclado por Scott Eisenberg.
- Diseño de Luces: Sooner Routhier.
- Editado por Dick Carruthers & Ed Coleman.
- Colorista: Malcolm Ellison.
- 5.1 Audio: Andre Jacquemin.
- CD Masterizado en Metropolis Studio.
- Títulos: Tom Woodcraft.

Imagine Dragons
- Dan Reynolds: Voz, voces de fondo.
- Wayne Sermon: Guitarra, voces de fondo.
- Ben McKee: Bajo, voces de fondo.
- Daniel Platzman: Batería, percusión y voces de fondo.

Miembros en el escenario
- William Wells: Teclados, voces de fondo.